# Pandeli Majko
Pandeli Majko (n. 15 noiembrie 1967, Tirana) este un om politic albanez, membru al Partidului Socialist. A îndeplinit funcția de prim-ministru al Albaniei în mai multe rânduri (1998-1999, 2002), la 30 ani fiind cel mai tânăr premier albanez în funcție.
Potrivit informațiilor din comunitățile aromâni din Albania și cercetărilor istoricului albanez Olsi Yazeji, premierul Pandeli Majko este de etnie aromânească.